# Cultroribula tropica
Cultroribula tropica är en kvalsterart som beskrevs av Balogh 1958. Cultroribula tropica ingår i släktet Cultroribula och familjen Astegistidae. Inga underarter finns listade i Catalogue of Life.